# What Is Love? (트와이스의 노래)

"What Is Love?"는 대한민국의 걸 그룹 트와이스가 녹음한 노래이다. JYP 엔터테인먼트는 2018년 4월 9일 동명의 다섯 번째 확장 음반의 리드 싱글로 이 곡을 발매했다. 그룹에게 2018 Mnet 아시안 뮤직 어워드에서 세 번째 연속 올해의 노래 상을 안겨주었다.

## 발매
"What Is Love?"는 2018년 4월 9일 트와이스의 동명 확장 음반의 리드 싱글로 발매되었다. 2019년 3월에 발매된 그룹의 두 번째 컴필레이션 음반 #Twice2에는 이 곡의 한국어 및 일본어 버전이 모두 포함되어 있다. "What Is Love? (Japanese ver.)"는 2019년 2월 7일 선공개 디지털 싱글로 발매되었으며, 뮤직 비디오도 함께 공개되었다. 일본어 가사는 호리에 리사가 썼다. 2018년 12월 21일 뮤직 스테이션 슈퍼 라이브에서 처음으로 공연되었다.

## 작곡
"What Is Love?"는 이전에 "Signal"을 프로듀싱한 박진영이 작사 및 작곡했으며, "Knock Knock"과 "Candy Pop"을 공동 프로듀싱한 이우민 "collapsedone"이 편곡했다. JYP 엔터테인먼트에 따르면, "소녀들이 책, 영화, 드라마를 통해 사랑을 알게 된 후 꿈꾸거나 상상하는 사랑"에 대한 곡으로, 트랩 음악을 통합한 밝은 멜로디와 업템포 댄스 비트를 가지고 있다. 빌보드의 타마르 허먼은 이 곡을 "레트로 일렉트로팝 스타일"과 "중독성 있는 후렴구", 그리고 "버블검 멜로디 위에 디지털적인 특이함, 반짝이는 차임벨, 스타카토 타악기"를 가지고 있다고 묘사했다.

## 뮤직 비디오
"Cheer Up"의 뮤직 비디오와 유사하게, "What Is Love?" 뮤직 비디오에서 트와이스 멤버들은 유명 영화의 등장인물을 연기한다. 나연은 프린세스 다이어리의 미아, 정연과 사나는 사랑과 영혼의 몰리와 샘, 미나와 다현은 라붐의 빅과 마티유, 사나와 쯔위는 펄프 픽션의 미아와 빈센트, 정연과 쯔위는 로미오와 줄리엣의 로미오와 줄리엣, 지효와 정연은 러브 레터의 이츠키/히로코와 남자 이츠키, 모모와 쯔위는 라라랜드의 미아와 세바스찬, 다현과 채영은 레옹의 레옹과 마틸다이다. 뮤직 비디오에는 노래의 안무를 보여주는 장면, 트와이스가 TV로 영화를 보며 잠옷 파티를 하는 장면, 아큐브 콘택트 렌즈의 제품 간접 광고가 포함된 다현의 "광고 시간" 장면도 있다.
이 뮤직 비디오는 2018년 유튜브 한국에서 가장 인기 있는 뮤직 비디오 목록에서 4위를 차지했다. 또한 2018년 일본 유튜브의 상위 트렌드 뮤직 비디오에서 5위를 차지했다. 2023년 2월, "What Is Love?"는 트와이스의 뮤직 비디오 중 플랫폼에서 7억 뷰를 달성한 첫 번째 곡이 되었다.

## 상업적 성과
가온의 디지털 차트와 빌보드 코리아의 K-pop 핫 100에서 1위를 차지하며 데뷔했다. 또한 빌보드 차트의 월드 디지털 송 세일즈와 재팬 핫 100에서 각각 3위와 6위를 기록했다. 재팬 핫 100 연말 차트에서 29위를 기록했으며, 상위 스트리밍 곡 차트에서는 14위를 기록했다.
"What Is Love?"는 2019년 10월 1억 스트리밍을 돌파하여 한국음악콘텐츠협회 (KMCA)의 플래티넘 인증을 받은 트와이스의 세 번째 연속 스트리밍 싱글이 되었다. 2020년 4월, "What Is Love?"는 3천만 스트리밍을 돌파하여 일본레코드협회 (RIAJ)로부터 실버 스트리밍 인증을 획득했다. 2021년, "What Is Love?"는 틱톡에서 인기를 얻은 후 여러 음악 스트리밍 서비스에 다시 차트 진입했다. 틱톡에서 100만 개 이상의 영상이 이 곡을 배경 음악으로 사용했다.

## 수상
"What Is Love"는 한국 음악 프로그램에서 12개의 1위 상을 받았다.
| Award                   | Year | Category                                   | Result | Ref.   |
| ----------------------- | ---- | ------------------------------------------ | ------ | ------ |
| 지니 뮤직 어워드        | 2018 | Best Female Dance Performance              | 후보   | [ 23 ] |
| Mnet 아시안 뮤직 어워드 | 2018 | Song of the Year                           | 수상   | [ 24 ] |
| Mnet 아시안 뮤직 어워드 | 2018 | Best Dance Performance – Female Group      | 수상   | [ 24 ] |
| Mnet 아시안 뮤직 어워드 | 2018 | Best Music Video                           | 후보   | [ 24 ] |
| 써클 차트 뮤직 어워즈   | 2019 | Artist of the Year – Digital Music (April) | 수상   | [ 25 ] |

| Program      | 날짜            | Ref.   |
| ------------ | --------------- | ------ |
| 쇼 챔피언    | 2018년 4월 18일 | [ 26 ] |
| 쇼 챔피언    | 2018년 4월 25일 | [ 27 ] |
| 쇼 챔피언    | 2018년 5월 2일  | [ 28 ] |
| 엠카운트다운 | 2018년 4월 19일 | [ 29 ] |
| 엠카운트다운 | 2018년 4월 26일 | [ 30 ] |
| 뮤직뱅크     | 2018년 4월 20일 | [ 31 ] |
| 뮤직뱅크     | 2018년 4월 27일 | [ 32 ] |
| 쇼! 음악중심 | 2018년 4월 21일 | [ 33 ] |
| 쇼! 음악중심 | 2018년 4월 28일 | [ 34 ] |
| 인기가요     | 2018년 4월 22일 | [ 35 ] |
| 인기가요     | 2018년 4월 29일 | [ 36 ] |
| 인기가요     | 2018년 5월 6일  | [ 37 ] |

## 차트
| 차트 (2018)                         | 최고 순위 |
| ----------------------------------- | --------- |
| 일본 (재팬 핫 100)                  | 6         |
| 일본 디지털 싱글 (오리콘)           | 5         |
| 말레이시아 (RIM)                    | 13        |
| 싱가포르 (RIAS)                     | 5         |
| 대한민국 (가온)                     | 1         |
| 대한민국 (K-pop 핫 100)             | 1         |
| 미국 월드 디지털 송 세일즈 (빌보드) | 3         |

| 차트 (2018)        | 순위 |
| ------------------ | ---- |
| 일본 (재팬 핫 100) | 29   |
| 대한민국 (가온)    | 25   |

| 차트 (2019)        | 순위 |
| ------------------ | ---- |
| 일본 (재팬 핫 100) | 79   |

## 인증
| 국가                                                                                          | 인증     | 판매량/출하량 |
| --------------------------------------------------------------------------------------------- | -------- | ------------- |
| 뉴질랜드 (RMNZ)                                                                               | 골드     | 15,000        |
| 대한민국 (KMCA)                                                                               | 플래티넘 | 2,500,000*    |
| 스트리밍                                                                                      |          |               |
| 일본 (RIAJ)                                                                                   | 플래티넘 | 100,000,000   |
| 대한민국 (KMCA)                                                                               | 플래티넘 | 100,000,000   |
| *판매량을 기반으로 한 인증 · 판매량+스트리밍을 기반으로 한 인증 · 스트리밍을 기반으로 한 인증 |          |               |

## 같이 보기
- 대한민국의 음악 판매량 인증 목록
- 2018년 가온 디지털 차트 1위 목록
- 인기가요 차트 1위 목록 (2018년)
- 코리아 K-Pop 핫 100 1위 목록
- 엠카운트다운 차트 1위 목록 (2018년)
- 뮤직뱅크 차트 1위 목록 (2018년)